# La Libertad (parroquia)
La Libertad es una de las 32 parroquias urbanas de la ciudad de Quito, la capital de Ecuador. Está ubicada en el oeste del centro de la ciudad.
En esta parroquia se encuentra la Cima de la Libertad, una loma en el lado oriental del volcán Pichincha donde se llevó a cabo la Batalla de Pichincha el 24 de mayo de 1822. En conmemoración de aquella batalla, se construyó un museo que es administrado por las Fuerzas Armadas del Ecuador.